# Рауль Бар'єр
Рауль Бар'єр (фр. Raoul Barrière; 3 березня 1928, Безьє — 8 березня 2019) — колишній французький регбіст, після завершення кар'єри працював тренером
. Будучи гравцем грав на позиції стовпа.

## Спортивна кар'єра
Рауль грав тільки у двох командах. Спочатку за Оріяк, а потім за Безьє Еро. Разом з Безьє здобув титул чемпіона Франції у 1961 році. У 1960 та 1962 його команда дійшла до фіналу чемпіонату Франції з регбі. У 1968 році, Рауль зрозумів, що хоче працювати тренером. Його кар'єра тренера розпочалась з клубу Безьє Еро. Бар'єр є шестиразовим чемпіоном Франції.

## Досягнення
Топ 14
- Чемпіон: 1971, 1972, 1974, 1975, 1977, 1978 (головний тренер)
- Фіналіст: 1960, 1962 (гравець Безьє)

Шаленж Ів дю Мануар
- Переможець: 1972, 1975, 1977 (гравець — Безьє Еро), 1984 (головний тренер — Нарбонн)
- Фіналіст: 1973, 1978